# Écutigny
 Écutigny  es una población y comuna francesa, en la región de Borgoña, departamento de Côte-d'Or, en el distrito de Beaune y cantón de Bligny-sur-Ouche.

## Demografía
| 102 | 108 | 99 | 81 | 85 | 78 | 105 |
| Para los censos de 1962 a 1999 la población legal corresponde a la población sin duplicidades (Fuente: INSEE [Consultar]) |     |    |    |    |    |     |